# Drapeaux des États confédérés d'Amérique
Dixie flag
 (septembre 2017).
Si vous disposez d'ouvrages ou d'articles de référence ou si vous connaissez des sites web de qualité traitant du thème abordé ici, merci de compléter l'article en donnant les références utiles à sa vérifiabilité et en les liant à la section « Notes et références ».

Le drapeau dit « confédéré » de nos jours est en réalité une version rectangulaire du drapeau de guerre de la Confédération.

Les États confédérés d'Amérique ont utilisé plusieurs drapeaux au cours de leur existence, de 1861 à 1865. Après la fin de la guerre de Sécession, ces drapeaux sont interdits durant toute la période de la Reconstruction, mais l'utilisation personnelle et officielle de drapeaux basés sur ceux de la Confédération s'est poursuivie, non sans susciter des controverses. Le drapeau du Mississippi, du 7 février 1894 au 2 septembre 2020, est largement inspiré des dessins des drapeaux confédérés, et ceux de l'Arkansas ou de l'Alabama ne sont pas sans en rappeler certains de ses motifs.

## Drapeaux nationaux

Le Stars and Bars à sept étoiles (mars-mai 1861).
Le Stars and Bars à neuf étoiles (mai-juillet 1861).
Le Stars and Bars à onze étoiles (juillet-novembre 1861).
Le Stars and Bars à treize étoiles (novembre 1861-1863).
Le Stainless Banner (1863-1865).
Le Blood-Stained Banner (1865).

### Premier drapeau national(Stars and Bars)
Le « Stars and Bars » (« Étoiles et barres ») est l'emblème officiel de la Confédération du 5 mars 1861 à mai 1863. Différentes variantes apparaissent successivement avec sept, neuf, onze puis treize étoiles en lien avec le nombre d'états rejoignant la Confédération. Les trois bandes auraient été inspirées par le drapeau des Babenberg d'Autriche dont est originaire la famille du dessinateur Nicola Marschall,,.
Risquant d'être confondu avec le drapeau nordiste sur les champs de bataille, il y est peu utilisé et se voit finalement remplacé en 1863 par un drapeau arborant la  « Southern Cross » du drapeau de guerre confédéré.

### Deuxième drapeau national(The Stainless Banner)
Le « Stainless Banner » (« Bannière sans taches ») est le deuxième drapeau confédéré, officialisé le 1er mai 1863. Il symbolise la résistance à l'agression et à la tyrannie du nord.
Il est également appelé « 'Stonewall' Jackson Flag », car il fut inauguré en recouvrant le cercueil du général confédéré Thomas « Stonewall » Jackson.

### Troisième drapeau confédéré
Ce troisième drapeau est utilisé à partir du 4 mars 1865, peu de temps avant la chute de la confédération. L'ajout d'une barre verticale rouge sur sa droite permet de mieux distinguer le blanc du drapeau, et évite ainsi qu'il soit pris pour le drapeau blanc de la reddition.

## Autres drapeaux

Bonnie Blue Flag (1861, non officiel).
Drapeau de guerre (1861-1865).
Pavillon de beaupré (1861-1863).
Pavillon de beaupré (1863-1865).

### Bonnie Blue Flag
Originaire de Floride-Occidentale, le Bonnie Blue Flag est le premier drapeau confédéré symbolisant le sud, uni sous la même et unique étoile, au début de l'année 1861. Il n'a toutefois jamais eu de caractère officiel.
L'État du Mississippi l'utilisa comme drapeau officiel pendant quelque temps. il servit également d'inspiration pour le drapeau de la république du Texas et pour celui du drapeau actuel de l'État du Texas ainsi que pour celui de la Californie.
En 1861, un immigrant irlandais, Harry McCarthy, écrivit une chanson très populaire intitulée The Bonnie Blue Flag.

### Drapeau de guerre
Le drapeau de guerre de la Confédération est à l'origine de forme carrée. Il est utilisé de novembre 1861 à la chute de la Confédération, en 1865.
C'est le général P. G. T. Beauregard qui popularise l'utilisation de ce drapeau, à l'origine celui de l'Armée de Virginie du Nord, sur les champs de bataille.

### Pavillons de beaupré
Le premier pavillon de beaupré de la Confédération représente un cercle de sept étoiles blanches sur fond bleu. Il est en usage de 1861 à 1863.
Appelée également « Southern Cross » (« Croix du sud »), le second est rectangulaire et sert sur les navires de la Confédération de 1863 à 1865. À l'origine, le dessin créé par le Carolinien William Porcher Miles doit devenir le drapeau officiel de la Confédération, mais il est rejeté par le gouvernement de Jefferson Davis. Il est utilisé par plusieurs unités de l'armée confédérée, comme celle du Tennessee, en tant qu'emblème de bataille.

## Controverses

Drapeau de la Géorgie de 1956 à 2001.

Drapeau du Mississippi de 1894 à 2020.

Aujourd'hui, le drapeau confédéré (Dixie Flag ou drapeau de guerre confédéré) est toujours sujet à controverse et alimente une tension raciale. Pour les antiracistes, il est devenu un symbole du mouvement suprémaciste blanc plus qu'un symbole célébrant les États du sud. Pour la majorité des Afro-Américains, il symbolise les lois Jim Crow (ségrégationnistes), l'esclavage, le racisme et le Ku Klux Klan, dont les adeptes se sont largement approprié ce symbole.
Mais il est également souvent présent lors de débats publics où il symbolise toujours l'acte de sécession, comme un pied de nez à Washington.
En avril 2000, le sénat de Caroline du Sud doit retirer du dôme de son capitole le drapeau confédéré qui y flottait depuis 1962 pour le ramener devant un monument aux morts confédérés. Il en est finalement retiré en 2015 après la tuerie de Charleston,,.
En 1955, la législature de Géorgie adopte un nouveau drapeau intégrant la croix en sautoir du drapeau de guerre confédéré. En janvier 2001, après des années de controverses entretenues par les organisations des droits civiques, le gouverneur parvient à faire adopter par la législature un nouveau drapeau réduisant l'emblème. En novembre 2002, les électeurs mettent fin au mandat de Roy Barnes, le gouverneur démocrate, en votant pour la première fois en 130 ans pour un gouverneur républicain, Sonny Perdue, lequel avait promis un référendum sur le sujet. En 2004, pour mettre fin à la controverse, le choix d'un nouveau drapeau calqué sur le « Stars and Bars » confédéré est approuvé par 75 % des électeurs lors d'un référendum consultatif.
En 1894, le Mississippi adoptait un drapeau intégrant le drapeau de guerre confédéré. En 2001, une première proposition du gouverneur démocrate Ronnie Musgrove (en) de remplacer ce drapeau est rejetée par référendum par 65 % des électeurs du Mississippi. En 2020, à la suite du meurtre de George Floyd qui replace la mémoire de l'esclavage au devant de la scène politique américaine, le Mississippi adopte finalement un drapeau n'incluant pas l’emblème des États confédérés.